# Shawn Hatosy
Shawn Wayne Hatosy (Frederick, 29 december 1975) is een Amerikaans acteur. Hij werd in 2004 genomineerd voor een Golden Satellite Award voor zijn bijrol in de televisiefilm Soldier's Girl. Daarnaast had hij op het witte doek rollen van aanzienlijke omvang in onder meer The Faculty, Alpha Dog en Factory Girl.
Verschillende films waarin Hatosy speelde, zijn gebaseerd op ware gebeurtenissen. Zo is het liefdesverhaal tussen een transseksueel en een militair uit Soldier's Girl biografisch, evenals het misdaadverhaal uit Alpha Dog gebaseerd is op de ware geschiedenis van de Amerikaans crimineel Jesse James Hollywood. In Factory Girl speelde Hatosy in de vorm van Syd Pepperman een van de weinige mensen die zich nog om Edie Sedgwick bekommerden na haar breuk met Andy Warhol en hoofdpersoon John Dillinger uit Public Enemies was in de jaren 30 een echte bankovervaller.

## Filmografie

### Films
| - Bad Lieutenant: Port of Call - New Orleans (2009) - Armand Benoit - Public Enemies (2009) - Agent John Madala - The Lazarus Project (2008) - Ricky Garvey - Familiar Strangers (2008) - Brian Worthington - Factory Girl (2006) - Syd Pepperman - Alpha Dog (2006) - Elvis Schmidt - Little Athens (2005) - Carter - Swimmers (2005) - Clyde Tyler - Dallas 362 (2003) - Rusty - 11:14 (2003) - Duffy - The Cooler (2003) - Mikey - A Guy Thing (2003) - Jim - John Q (2002) - Mitch Quigley - Deadrockstar (2002) - Luther - Tangled (2001) - David Klein | - Borstal Boy (2000) - Brendan Behan - Down to You (2000) - Eddie Hicks - Anywhere But Here (1999) - Benny - Simpatico (1999) - Young Vinnie - Outside Providence (1999) - Tim Dunphy - The Joyriders (1999) - Cam - The Faculty (1998) - Stan Rosado - The Postman (1997) - Billy - In & Out (1997) - Jack - Niagara, Niagara (1997) - Lead High School Punk - Inventing the Abbotts (1997) - Victor - All Over Me (1997) - Gus - No Way Home (1996) - Sean - Home for the Holidays (1995) - Counter Boy |

### Televisieseries
- Animal Kingdom - Andrew Pope Tate (2016-2022)
- Fear the Walking Dead - Andrew Adams (2015, drie afleveringen)
- Southland - Detective Sammy Bryant (2009-2013)
- Numb3rs - Dwayne Carter (2006-2007, drie afleveringen)
- Felicity - Owen (2001-2002), twee afleveringen
- ER - Willis Peyton, seizoen 13 aflevering Jigsaw
- CSI: Crime Scene Investigation - Jeff Simon, seizoen 5, aflevering 22 Weeping Willows

- Bibliothèque nationale de France: cb151113605 (data)
- Gemeinsame Normdatei: 141094761
- International Standard Name Identifier: 0000 0001 1490 9109
- Library of Congress Control Number: no00010840
- MusicBrainz: 5a97b226-c896-4912-89d4-f0e5e99bfa16
- Nationale Bibliotheek van Israël: 987007431389105171
- Système universitaire de documentation: 128877960
- Virtual International Authority File: 42138772
- WorldCat: E39PBJcKJbHMtGgVVf7CjbTbVC